# 劉家昌

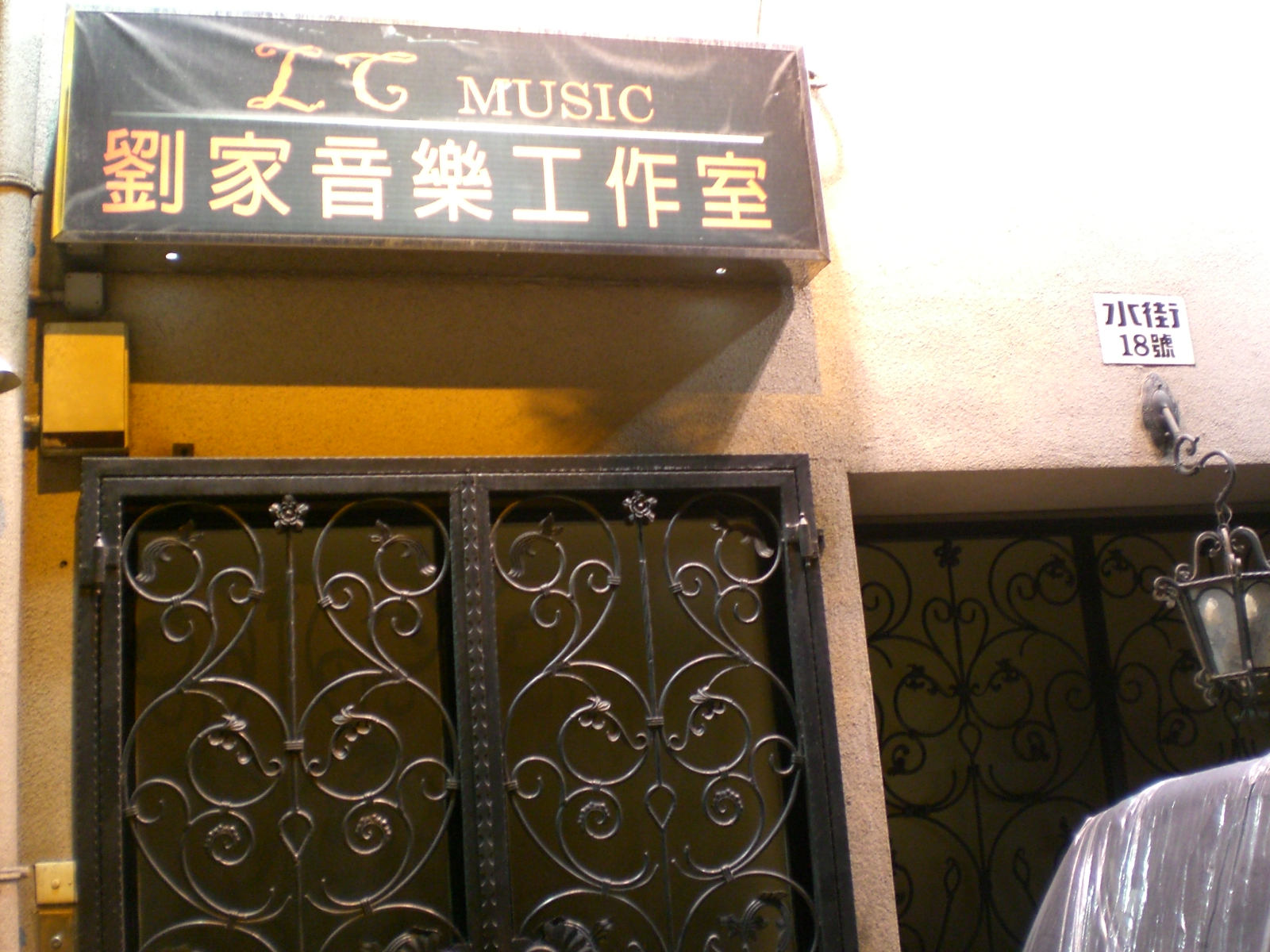
劉家昌位於香港島的音樂工作室

劉家昌（英語：Steven Liu，1941年3月9日—2024年12月2日），台灣詞曲作家、唱片製作人、歌手、電影導演、演員； 音樂生涯活跃于20世纪70至80年代，有华语流行音乐教父之称，其創作的許多歌曲對台灣跟亞洲華語流行音樂圈都具有重大的世代記憶與影響；提携製作衆多知名藝人—尤雅、鄧麗君、甄妮、鳳飛飛、劉文正、费玉清、黄鶯鶯、楊林等。

## 生平

### 早年生活
劉家昌出生于哈爾濱市，籍貫山東省，童年時因第二次國共內戰，隨母親輾轉從香港逃往韓國，又遇上韓戰的戰亂。，就讀韓國漢城華僑小學及韓國漢城華僑中學。他在韓國讀初中時開始職業演唱生涯；最初是幫美軍樂團搬樂器，後來獲得機會上台演唱。在十七歲時創作了第一首歌曲。劉家昌沒有正式學習過樂器，而是藉著旁聽兩位姊姊學鋼琴的機會學得樂理。劉家昌自述在韓國曾就讀過學制一年半的俳優學院的導演科，導師是金基泳（一作金基永）。
而後來台，國立新竹高級中學畢業，1962年以僑生身分進入國立政治大學政治學系就讀，兩年後肄業從事演唱。

### 音樂創作
最開始，劉家昌在台灣的夜總會演唱西洋歌曲，但發展並不順利。直到1968年，以一首瓊瑤電影《月滿西樓》的同名主題曲嶄露頭角。1970年，為尤雅寫的歌曲《往事只能回味》推出後非常成功，歌手尤雅也因此迅速在歌壇走紅。
劉家昌曾經為很多歌手打造暢銷歌曲，除了尤雅的《往事只能回味》，還有鄧麗君的《獨上西樓》、甄妮的《誓言》、鳳飛飛的《有真情有活力》、歐陽菲菲的《嚮往》、劉文正的《諾言》、翁倩玉的《海鷗》、江蕾的《煙雨斜陽》、黃鶯鶯的《雲河》《我心深處》、費玉清的《晚安曲》、《中華民國頌》、陽帆的《揚帆》、楊林的《不一樣》、沈雁的《一串心》等，他創作的電影同名主題曲《梅花》、《一簾幽夢》、《庭院深深》亦為大眾耳熟能詳。
日本的唱片業也注意到劉家昌的才華。1974年5月，劉家昌與日本勝利唱片公司簽約，成為該公司的客席作曲家兼歌星指導顧問。當時日本走紅的團體「內山田洋&Cool Five」（主唱為前川清）及森進一都曾灌錄過劉家昌的國語歌曲的日文版翻唱，日方付給劉家昌的版權費一首歌曲高達日幣400萬元。其中，由內山田洋&Cool Five演出的《海鳴》曾登上1974年的第25屆NHK紅白歌唱大賽。劉家昌創作的歌曲《我家在那裡》也曾被日本歌手佐田雅志翻唱，日文版歌名為《桃花源》。
劉家昌對樂壇後輩也頗有影響。比如校園民歌時期知名的創作歌手、後來成為音樂製作人的葉佳修視劉家昌為音樂生涯中最重要的恩師。知名創作歌手及音樂製作人陳昇曾經在1982年當過劉家昌的助理，受訪時曾說劉家昌「根本是外星人、在我心中是神」。
1980年代，創辦歐帝威唱片，為王海玲、尤雅、張琍敏、劉艾靈、千百惠等歌手發行過專輯。其中比較知名的歌曲包括《在雨中》，最初的版本是由王海玲和劉家昌對唱。
根據劉家昌自述，他所創作的歌曲大約有二、三千首。

### 電影導演
劉家昌自1967年開始參與電影工作，在電影《春夢了無痕》中演出，之後在電影《親情》擔任編劇及配樂，憑藉著這些經驗以及在韓國的學習經歷，開始嘗試電影導演的工作。劉家昌與第一任妻子江青、製片人祖康，合組了康昌青電影公司，正式出道拍攝處女作《生老病死》，後改名《四男五女》  ，製片人是好友李敖，結果送審不過，影片慘遭沒收。
1970年，劉家昌向台灣最大民營製片聯邦電影公司保證以三天時間完成電影拍攝，推出電影《有我就有你》；雖然電影票房很差，但主題曲《街燈下》卻風靡一時，成為劉家昌的代表作之一。藉著《有我就有你》在海外賣出版權，獲得華僑施永鈺的投資成立家匙兄弟電影公司，1972年推出文藝片《晚秋》，自編自導自演剪接並自己作詞作曲，甚至自己貼海報、發傳單，最終賣出三百多萬元，進入台北市十大賣座行列，劉家昌自此在電影界立足。1973年在中影公司推出電影《愛的天地》，由翁倩玉主演，拍攝十六天即完工，以低成本創造票房和好口碑，主題曲《海鷗》也相當流行。1976年以台灣為背景的抗日片《梅花》，獲得金馬獎最佳劇情片。
1994年，劉家昌在港台四大片商邵氏、永盛、長宏、新峰支持下，執導他的影壇告別作《梅珍》。

### 其他
2001年，劉家昌獲頒第12屆金曲獎特別貢獻獎；該屆的特別貢獻獎共有兩位得主，另一位是音樂家許常惠。
2002年臺北地檢署發現劉家昌於1999年涉嫌淘空國民黨黨營事業，發出十次傳票，而劉家昌出境後多年未返台。2007年，劉家昌遭臺北地檢署依背信罪名通緝。劉家昌曾表示：「我不會回台灣，直到陳水扁下台。」
2006年6月，劉家昌於香港舉行《往事只能回味：劉家昌音樂會》。
2007年4月8日晚，中國大陸北京第七届音乐风云榜颁奖盛典上，刘家昌获颁终身成就奖。
2009年2月27日，因背信罪遭到通緝的劉家昌與甄珍一起返台投案。劉家昌稱自己為國民黨處理黨產之人頭，訊後以300萬元交保，限制出境。3月3日，劉家昌爭取到暫時解除限制出境後飛往香港參加典禮，於3月4日搭機返回台北地檢署完成報到手續。於同年9月3日，台北地檢署追查相關證據認定劉家昌與甄珍未涉背信罪，做出不起訴處分。民進黨立法委員潘孟安曾質疑劉家昌在過程中受到國民黨政府的特別待遇。2010年，劉家昌又因為在2000年中華民國總統選舉替連戰站台時在選舉前脫口說出候選人的民調違反選罷法遭到台北市政府裁罰的250萬罰鍰未繳，而被限制住居。最後將罰鍰繳清而解除。
2010年4月3日、4月4日，在台北小巨蛋舉辦封麥演唱會。之後又在台中及高雄加開場次，分別於9月17、9月18日晚上在台中國立中興大學蕙蓀堂，以及9月25日於高雄巨蛋舉辦。台北及台中的場次，裕隆集團董事長嚴凱泰也上台獻唱。
2011年8月，其子劉子千唱《唸你》的鴨子嗓被廣大網友批評和惡搞，劉家昌對於外界批評歸咎是技術性問題，他說：「我們母帶聲音沒有問題，因為聲音的問題是在剪接師過帶的時候出現的，電腦低音沒打開，所以會犯這樣的錯。」
2014年9月20日，劉家昌在新加坡室內體育館舉行《往事只能回味》音樂會。
2018年九合一選舉，劉家昌公開支持中國國民黨的高雄市長候選人韓國瑜，並創作歌曲《韓風》為韓國瑜輔選。2019年，持續在臉書表態支持2020年中華民國總統選舉中國國民黨所提名的總統候選人韓國瑜。
2020年1月17日，劉家昌宣布籌組“中国台湾反共党”，以抨击中国共产党光说不练，纵容台独成长。
2024年12月，劉家昌因肺癌去世。

## 個人生活
1966年與台灣知名女星江青結婚，兩人生下一子劉繼鵬（又名劉繼成），不過旋即於1970年離婚。
2015年5月21日，甄珍自爆，其實她跟劉家昌婚姻關係只維持了9年，在台灣歌手兒子劉子千1歲時就離婚，為了給兒子完整幸福快樂的家庭，2人才決定保密，劉子千也是直到2年前才知道這件事，至於離婚原因是什麼並不願多說，只希望兩人以後能互相尊重。

### 與妻兒的網路罵戰
2017年5月22日，劉家昌在臉書上辱罵甄珍、劉子千母子，痛斥其「無恥、吃我的喝我的，跟我作對。」等不堪字眼。同年7月5日，甄珍批露劉家昌擅自干涉劉子千音樂事業、強迫其做出《唸你》專輯，「讓他現在看到吉他都反感」，並持續向她索取金援的多年痛苦經歷。
2018年初兩人家庭矛盾升級，劉家昌指控畢生所得且經過法院認可的財產約20億台幣，全被甄珍、劉子千私吞，自己一毛無得，且六年多來母子兩人還發動媒體戰意圖奪得輿論制高點，將他鬥臭鬥垮，華泉小鎮開幕後從未來過的母子兩人跑去江西第一件事就是去告他，認為他還有財產沒交出，其指控「母子加起來過百歲，沒做過一天事，到今天吃我喝我，卻置我於死，這種家人有人敢要嗎？人怎沒有感情親情，沒有愛呢？太貪得無厭了」，甚至數落前妻，「你把我兒子怎麼糟蹋的，你借著保護兒子在媒體悔（毀）謗我。」並決定使用法律反擊。據指甄珍及劉子千爭奪的20億台幣家產包括12幢房屋及賣掉昆山酒店的現金，後者包括5千萬人民幣的買地所得及酒店部分的2.1億人民幣。
2023年10月底，獨自在林口長庚紀念醫院完成攝護腺手術的劉家昌在微博發表千字長文，批評甄珍母子為爭奪家產不擇手段，並批評兒子劉子千（於2019年起跟隨母姓而改名章立衡）「不忠不孝、不知羞恥」。其後甄珍發文反擊，披露她投資建設的鷹潭酒店被劉家昌私自轉給了前妻的長子劉繼成，最終讓她背負八千萬元的債務；另外，甄珍也為幼子章立衡說話，指控劉家昌肆意操控章立衡的音樂道路。次日，劉家昌發表律師聲明，宣佈與章立衡斷絕父子關係，同時終止章立衡及甄珍兩人繼續使用、管理、收取其所有的版權收益。
其後劉家昌再爆料甄珍過度寵愛章立衡，讓他不上學，買名車，甚至親自幫他招妓，批評甄珍是「世上最沒有廉恥的母親」。劉家昌發文四個小時後，章立衡指劉家昌「想透過誣諂我和我的母親搞敲詐與勒索」，「法侓程序一定走完」。甄珍則回應劉家昌在網路上發布子虛烏有的話，對她及章立衡進行汙衊，指責劉家昌「寡廉鮮恥」，同時要求劉家昌去找江西司法部門，將自己十幾年來所作所為、公司資產去向說清楚，「別大放厥詞」。
2023年11月，劉家昌又在微博發長文，詳述十多年前的江西龍虎山事件。據劉家昌透露，十多年前在方逸華的幫助下，他在江西龍虎山耗資五億興建建造佔地四百多畝的「華泉小村藝術城」。由於中國要求成立公司需要登記三個人的名字，劉家昌便把甄珍及劉子千的名字登記上去。後來公司的財務由甄珍打理，但甄珍在項目需要資金時不予匯款，劉家昌為此一度報警，但不獲受理，最終將甄珍從公司法人除名，自己以2億6千萬人民幣賣掉昆山酒店來周轉資金。在台灣富商王永慶家族的幫助下，歷經五年時間，藝術城正式落成，建設期間甄珍從未到過建案現場。之後甄珍謊報公司公章遺失，將法人過到自己名下，並與工商局及公安聯手搶走了藝術城。最後劉家昌表示法院已經要求甄珍要清還公司債務，待法院執行完畢後，自己會再向母子倆追究其它事情，現在只「希望老天有眼，在我死前還我個公道」。

## 合作過的作詞人
| 作詞人 | 歌名           | 原唱   | 備註                     |
| ------ | -------------- | ------ | ------------------------ |
| 瓊瑤   | 庭院深深       | 歸亞蕾 | 電影《庭院深深》主題曲   |
| 瓊瑤   | 一簾幽夢       | 蕭孋珠 | 電影《一簾幽夢》歌曲     |
| 瓊瑤   | 失意           | 蕭孋珠 | 電影《一簾幽夢》歌曲     |
| 瓊瑤   | 秋歌           | 甄妮   | 電影《秋歌》歌曲         |
| 瓊瑤   | 秋天在我們手裡 | 甄妮   | 電影《秋歌》歌曲         |
| 瓊瑤   | 我倆在一起     | -      |                          |
| 莊奴   | 煙雨斜陽       | 江蕾   | 電影《煙雨斜陽》主題曲   |
| 林煌坤 | 往事只能回味   | 尤雅   |                          |
| 孫儀   | 諾言           | 劉文正 |                          |
| 孫儀   | 一串心         | 沈雁   | 電影《蹦蹦一串心》主題曲 |

## 評價
- 尤雅說，劉家昌很疼新人，但也很會罵人，只是她並不怕劉家昌。
- 李敖評：「理想的民族主義者」[52]（主張未來兩岸統一）。
- 甄珍：「古人說『虎毒不食子』，劉家昌卻為了操控兒子，不惜殘忍傷害兒子名譽」[53]

## 電影作品

### 導演
- 1968年《二十年代》
- 1970年《家花總比野花香》
- 1971年《問白雲》
- 1971年《往事只能回味》 尤雅，唐威
- 1971年《有我就有你》
- 1971年《老爺車》
- 1972年《只要為你活一天》
- 1972年《四季發財》 韓湘琴，唐威
- 1972年《小雨》
- 1972年 「晚秋」劉家昌、唐寶雲   文藝劇情片
- 1973年《初戀在台北》 劉家昌
- 1973年《串串風鈴聲》
- 1973年《愛的天地》　 翁倩玉 　 劇情片
- 1973年《一家人》 歸亞蕾，唐寶雲，翁倩玉，湯蘭花 劇情片
- 1973年《雷風雨》
- 1973年《雲飄飄》 林青霞，唐寶雲，康家珍，谷名倫 愛情片
- 1974年《雪花片片》 秦祥林，胡錦，湯蘭花，張沖 劇情片
- 1974年《雲河》
- 1974年《十七十七十八》
- 1974年《純純的愛》 林青霞，秦祥林 劇情片
- 1975年《梅花》 恬妞，張艾嘉，柯俊雄，谷名倫 劇情片
- 1975年《楓紅層層》
- 1975年《小女兒的心愿》 魏蘇，徐康泰，高怡文，劉秦雨 劇情片
- 1975年《少女的祈禱》 谷名倫，岳陽 劇情片
- 1975年《煙雨》
- 1976年《田園》
- 1976年《星語》
- 1976年「溫暖在秋天」張艾嘉、劉文正、谷名倫、胡茵夢、劉秦雨、徐康泰  文藝劇情片
- 1977年《黃埔軍魂》 向華強，甄珍，胡茵夢，柯俊雄，谷名倫 劇情片
- 1977年《秋詩篇篇》
- 1977年《日落北京城》
- 1977年《台北77 (又名:台北66)》
- 1978年  白雲長在天》
- 1978年《楓林小雨》
- 1980年《愛的路上千萬里》
- 1981年《背國旗的人》
- 1983年《風水二十年》
- 1984年《聖戰千秋》
- 1984年《洪隊長》慕思成，方芳，石雋 紀錄片
- 1984年《江秋水》
- 1986年《我是中國人》
- 1994年《梅珍》

### 演出
- 1968年《春夢了無痕》 艾黎、唐威、巴戈、古軍、曹健
- 1971年《往事只能回味》
- 1971年《有我就有你》 飾演 陳光堯
- 1972年《小雨》
- 1973年《初戀在台北》
- 1973年《兩個醜陋的男人》
- 1973年《雷風雨》
- 1973年《雲飄飄》 飾演 李中良
- 1974年《十七十七十八》
- 1976年《田園》
- 1976年《明天二十歲》
- 1977年《台北77 (又名:台北66)》
- 1977年《秋詩篇篇》
- 1983年《風水二十年》
- 1988年《天堂血路》

## 音樂作品

### 歌曲
- 《月滿西樓》
- 《我找到自己》
- 《街燈下》
- 《霧》
- 《只要為你活一天》（2004年《功夫》主題曲）
- 《獨上西樓》鄧麗君
- 《胭脂淚》
- 《梅蘭梅蘭我愛你》
- 《往事只能回味》尤雅
- 《雲河》黃鶯鶯
- 《我心深處》
- 《海鷗》翁倩玉
- 《秋歌》甄妮
- 《誓言》甄妮
- 《我家在那裡》
- 《嚮往》歐陽菲菲
- 《煙雨斜陽》江蕾
- 《庭院深深》歸亞蕾
- 《溫暖的秋天》鳳飛飛
- 《敲敲門》     鳳飛飛
- 《有真情有活力》
- 《天真活潑又美麗》
- 《一簾幽夢》蕭孋珠
- 《楓紅層層》
- 《美好的今天》（中視早期 開播曲，蕭孋珠主唱）
- 《晚安曲》        （中視早期 收播曲，費玉清主唱）
- 《秋詩篇篇》銀霞
- 《日落北京城》
- 《梅花》
- 《我是中國人》
- 《中華民國頌》費玉清
- 《黃埔男兒最豪壯》(黃埔軍魂主題曲)
- 《楓林小雨》張琍敏
- 《秋纏》夏台瑄
- 《愛》陳盈潔
- 《小丑》張魁
- 《國家》張帝
- 《民國六十六年在台北》
- 《諾言》劉文正
- 《小雨打在我身上》劉文正
- 《不一樣》高凌風
- 《我是誰》楊林
- 《揚帆》陽帆
- 《一串心》沈雁
- 《我不哭》曾慶瑜
- 《在雨中》王海玲
- 《大中華》
- 《珍重 我的愛》劉艾靈
- 《絲雨長巷》千百惠
- 《連心》
- 《好好愛我吧》 2009新歌
- 《唸你》（為兒子劉子千打造的歌曲，在網路上引起極大的迴響）

## 獎項紀錄

### 金馬獎
| 年份   | 獲提名     | 獎項                            | 結果 |
| ------ | ---------- | ------------------------------- | ---- |
| 1973年 | 愛的天地   | 第11屆金馬獎 優等劇情片         | 獲獎 |
| 1973年 | 愛的天地   | 第11屆金馬獎 最佳音樂（非歌劇） | 獲獎 |
| 1976年 | 梅花       | 第13屆金馬獎 最佳影片           | 獲獎 |
| 1976年 | 梅花       | 第13屆金馬獎 最佳非歌劇影片音樂 | 獲獎 |
| 1978年 | 日落北京城 | 第15屆金馬獎 優等劇情片         | 提名 |
| 1978年 | 日落北京城 | 第15屆金馬獎 最佳劇本獎         | 提名 |
| 1979年 | 黃埔軍魂   | 第16屆金馬獎 優等劇情片         | 提名 |

### 金曲獎
| 年份   | 獲提名 | 獎項                    | 結果 |
| ------ | ------ | ----------------------- | ---- |
| 2001年 |        | 第12屆金曲獎 特別貢獻獎 | 獲獎 |

## 外部連結
- 劉家昌的Facebook專頁
- 劉家昌的新浪微博
- 劉家昌在互联网电影资料库（IMDb）上的資料（英文）
- 劉家昌在香港影庫上的簡介
- 劉家昌在豆瓣上的资料（简体中文）
- 劉家昌在时光网上的簡介（简体中文）
- 的音樂世界 （页面存档备份，存于）
- 中文電影資料庫─劉家昌 （页面存档备份，存于）
- 2100全民開講─劉家昌、甄珍夫婦專訪 （页面存档备份，存于）
- 難忍劉子千遭罵畜生，甄珍怒揭劉家昌假面目 （页面存档备份，存于）
- 劉家昌 - 財團法人國家電影中心 - 台灣電影數位典藏中心 （页面存档备份，存于）